# Aline Rotter-Focken
Aline Rotter-Focken (nacida como Aline Focken, Krefeld, 10 de mayo de 1991) es una deportista alemana que compite en lucha libre.
Participó en dos Juegos Olímpicos de Verano, en los años 2016 y 2020, obteniendo una medalla de oro en Tokio 2020, en la categoría de 76 kg.
Ganó cuatro medallas en el Campeonato Mundial de Lucha entre los años 2014 y 2019, y cuatro medallas en el Campeonato Europeo de Lucha entre los años 2013 y 2021. En los Juegos Europeos de Bakú 2015 obtuvo la medalla de bronce en la categoría de 69 kg.

## Palmarés internacional
| Juegos Olímpicos   | Juegos Olímpicos           | Juegos Olímpicos  | Juegos Olímpicos |
| Año                | Lugar                      | Medalla           | Categoría        |
| ------------------ | -------------------------- | ----------------- | ---------------- |
| 2020               | Tokio (Japón)              | Medalla de oro    | 76 kg            |
| Campeonato Mundial |                            |                   |                  |
| Año                | Lugar                      | Medalla           | Categoría        |
| 2014               | Taskent (Uzbekistán)       | Medalla de oro    | 69 kg            |
| 2015               | Las Vegas (Estados Unidos) | Medalla de bronce | 69 kg            |
| 2017               | París (Francia)            | Medalla de plata  | 69 kg            |
| 2019               | Nursultán (Kazajistán)     | Medalla de bronce | 76 kg            |
| Juegos Europeos    |                            |                   |                  |
| Año                | Lugar                      | Medalla           | Categoría        |
| 2015               | Bakú (Azerbaiyán)          | Medalla de bronce | 69 kg            |
| Campeonato Europeo |                            |                   |                  |
| Año                | Lugar                      | Medalla           | Categoría        |
| 2013               | Tiflis (Georgia)           | Medalla de bronce | 67 kg            |
| 2019               | Bucarest (Rumania)         | Medalla de bronce | 76 kg            |
| 2020               | Roma (Italia)              | Medalla de bronce | 76 kg            |
| 2021               | Varsovia (Polonia)         | Medalla de bronce | 76 kg            |